# O
O je 21. slovo hrvatske abecede. Označava stražnji srednje visoki samoglasnik. Također je:
- prijedlog koji uz lokativ označava predmet, temu, a uz akuzativ i lokativ mjesto uz vanjsku površinu čega ili viseći o čemu
- u glagoljici broj 80
- u kemiji simbol za kisik (O, oksigen)

## Povijest
Razvoj slova „O” moguće je pratiti tijekom povijesti:
|                   |               |               |             |               |            |
| protosemitsko oko | feničko 'ayin | grčko omikron | grčko omega | etruščansko O | latinsko O |